# Trods Katholm
Trods Katholm er en tidligere herregård i Aarhus, Danmark. Huset blev opført i 1606 og blev fredet i 1994. Det ligger i Indre By på Fredens Torv ved Aarhus Å. Det er en af de ældste bygninger i byen og den har været anvendt til mange forskellige formål i tidens løb. Den blev opført som herregård i 1606 og det tilhørende pakhus stammer fra 1850.